# Adelheid av Anhalt-Dessau
Adelheid Marie av Anhalt-Dessau, född 25 december 1833 i Dessau, död 24 november 1916 på slottet i Königstein im Taunus,  hertiginna av hertigdömet Nassau 1851-1866 och storhertiginna av Luxemburg 1890-1905; gift med Adolf, storhertig av Luxemburg och tidigare hertig av Nassau.

## Biografi
Adelheid var dotter till prins Frederik August av Anhalt-Dessau och Marie Louise Charlotte av Hessen-Kassel, och brorsdotter till Leopold IV av Anhalt-Dessau. Hon gifte sig med Adolf i Dessau 23 april 1851. Adolf var vid den tiden hertig av Nassau. Nassau blev år 1866 inkorporerat med Preussen och därefter kejsardömet Tyskland. 
1890 tillträdde maken tronen i Luxemburg, som då lösgjordes från Nederländerna, och hon blev därmed dess första storhertiginna. Adelheid tillbringade ofta somrarna i Königstein im Taunus, och 1858 fick hon ett eget residens där, som senare blev känt som Luxemburgische Schloss, av sin make. Adelheid var avhållen där; en gata namngavs efter henne, samt ålderdomshemmet, Herzogin Adelheid Stift, som hörde till den lutherska kyrka hon 1912 grundade.

## Barn
1. Vilhelm, storhertig av Luxemburg (1852-1912)
2. Friedrich Paul av Luxemburg (1854-1855)
3. Marie Bathildis (f. och d. 1857)
4. Franz Josef av Luxemburg (1859-1875)
5. Hilda av Nassau (1864-1952); gift med storhertig Fredrik II av Baden